# Burst Angel
Burst Angel (爆裂天使 Bakuretsu Tenshi, oversat Eksplosiv Engel) er en anime serie produceret af GONZO animation studio. Seriens figurer er designet af Ugetsu Hakua.
Funimation fik licens på Burst angel og udgav 24 episoder af Burst Angel på 6 DVD i Nord Amerika fra d. 10. oktober, 2005 til d. 21. februar, 2006. Yderligere 3 episoder blev i marts 2007 udgivet på DVD som en OVA ved navn "Burst Angel Infinity".

## Miljø
I fremtidens Tokyo er kriminaliteten vokset med uroligende hast, derfor har politistyrken kaldet RAPT lovet Tokyo's indbyggere beskyttelse for enhver pris. Dog vidste ingen at de kriminelle ikke ville blive fanget i live og at RAPT er en korrupt organisation. 

## Historien
Kyohei studerer som kok, med drømmen om at studere videre i Frankrig. Han har dog ingen penge og får et job hos en gruppe af piger.
Han finder dog ud af at det ikke er en sikker branche som de arbejder i, og derfor er han i midten af en evig slagmark.

## Figurer
| Navn             | Beskrivelse |
| ---------------- | --- |
| Jo               | Sølvfarvet hår, røde øjne og en tatovering på skulderbladet og ned langs armen. Jo og Meg mødtes i New York og har siden da arbejdet sammen. Jo sætter Meg højere end noget som helst andet og har indrømmet at hun kæmper for hende og kun hende. Når Jo kæmper og bliver stresset begynder hendes tatovering at lyse, der giver hende umenneskelig styrke. Når hun ikke kæmper, så nyder hun at se TV. |
| Meg              | Rødt hår, blå øjne og bærer cowgirl tøj. Meg fandt Jo ca. et år før starten afserien og de har siden da været venner og beskæftiget sig med at være dusørjægere indtil Sei hyrede dem. Meg bliver tit kidnappet eller kommer i knibe og det er Jo der ender med at redde hende. Meg nyder at slappe af og spise.                                                                                         |
| Sei              | Sei er leder af organisationen Jo og Meg arbejder under. Hendes forfædre er af magtfuld baggrund og det gør hende til en god leder. Sei er meget beslutsom, men selvom hun er fast og stærk, så har hun en svaghed overfor at tage beslutninger uden sin bedstefar. Hun hyrede Meg og Jo før serien hvor de arbejdede som dusørjægere.                                                                   |
| Amy              | Amy er deres computeringeniør. Hun kommer fra undergrunden og er en usædvanlig god hacker. |
| Tachibana Kyohei | Kyohei er student og drømmer om at blive kok i Europa. Hans specialer er Kinesisk og Italiensk mad. |
| Jango            | Jango er den Robot som Jo bruger til situationer hvor hun ikke kan kæmpe uden. |
| Takane Katsu     | En politi officer med et hidsigt temperament. Hun er også en forhenværende leder af en motorcykel bande. |
| Leo Jinno        | Menaiker der byggede Jango og vedligeholder ham for gruppen. |

## Stemmer
Jo
Stemme af: Akeno Watanabe (Japansk), Monica Rial (Engelsk)
Meg
Stemme af: Megumi Toyoguchi (Japansk), Jamie Marchi (Engelsk)
Amy
Stemme af: Mikako Takahashi (Japansk), Alison Retzlof (Engelsk)
Sei
Stemme af: Rie Tanaka (Japansk), Clarine Harp (Engelsk)
Kyohei Tachibana
Stemme af: Yuji Ueda (Japansk), Greg Ayres (Engelsk)
Jinto Leo
Stemme af: Takayuki Sugo (Japansk), Mike McFarland (Engelsk)
Katsu Takane
Stemme af: Risa Hayamizu (Japansk), Caitlin Glass (Engelsk)
Narrator
Stemme af: Tadahisa Saizen 

## Tema sange
Åbning
- "Loosey" af The STRiPES

Slutning
- "Under the Sky" af cloudica